# 殼層內建指令
殼層內建指令（英語：Shell Builtin Command）是指包含在殼層程式碼中一同編譯，屬於殼層程式本身的功能或命令，所有的指令呼叫功能都直接在Shell程式中執行，而非由Shell程式去呼叫外部程式。
殼層內建指令的執行速度通常較外部程式快速，因為這些指令與殼層程式本身同屬一個程式，所以無需額外的程式載入，但是也因為這些功能的程式碼與殼層在同一個檔案中（或是在殼層的原始碼中被包含），所以當需要對這些功能進行修改或更新時，也必須一併修改到殼層，因此殼層內建指令通常為簡易或是不重要的功能，例如，文字輸出。
基於某些作業系統的本質特性，在該系統中會實作必要的一些Shell內建命令，最常見的內建命令就是「cd」（在殼層中移動到指定的工作目錄），由於每個程式在執行時都是一個行程，則每個工作目錄都會被各個行程給參照，所以將 cd 以外部程式的方式呼叫並載入就不會改變殼層目前的工作目錄（因為即使殼層所執行的其他程式的工作目錄改變了，殼層參照的工作目錄仍沒有改變）。

## 範例
logout、exit是最常見的殼層內建指令，可以登出或中斷終端機連線，這個功能在不同的殼層上有不同的名稱。
bash的cd、echo、history也是常見的殼層內建指令。
help指令可以顯示出所有bash殼層內建指令（help本身也是一個內建指令）。

## 外部連結
- List of bash builtin commands （页面存档备份，存于）
- List of MS-DOS internal commands （页面存档备份，存于）